# Jonathan Osorio
Jonathan Osorio, né le 12 juin 1992 à Toronto en Ontario, est un joueur de soccer international canadien qui joue au poste de milieu central au Toronto FC en MLS.

## Biographie

### Carrière en club
Natif de Toronto, Jonathan Osorio commence le soccer au Youth de Brampton à l'âge de dix ans, puis en 2008, il rejoint le Clarkson SC. En 2010, il rejoint l'académie du Club Nacional en Uruguay. Puis, en 2012, il rentre au Canada, et rejoint le SC Toronto en Ligue canadienne de soccer où il fait forte impression à seulement 20 ans.
À l'issue de la saison 2012 avec le SC Toronto, il a commencé à s'entraîner avec l'équipe de l'académie du Toronto FC en septembre 2012 et a été invité à s'entraîner avec l'équipe première lors de la pré-saison. Le 1er mars 2013, il signe son premier contrat professionnel avec le Toronto FC et fait ses débuts en Major League Soccer dès le 9 mars face au Sporting Kansas City en remplacement de Terry Dunfield (victoire 2-1). Puis, le 30 mars, il inscrit son premier but en professionnel lors de la 5e journée de la MLS contre le Galaxy de Los Angeles (2-2). Il inscrit son deuxième but contre les Red Bulls de New York le 27 avril, lors d'une défaite 2–1. Il s'est vu attribuer le but de la semaine 9 de la MLS pour son but contre les Red Bulls. Après la saison 2013, il a fait des essaies avec le club de Huddersfield Town et du Werder Brême.
Lors de la saison 2017, il remporte sa première Coupe de la Major League Soccer, lors d'une victoire 2-0 face aux Sounders de Seattle,. Après un bon début de saison 2018, il aurait suscité l'intérêt de clubs européens et mexicains. Le 25 avril, il perd la finale de la Ligue des champions de la CONCACAF face au CD Guadalajara, et termine meilleur buteur du tournoi avec quatre buts inscrits. Il signe une prolongation de contrat avec Toronto le 30 août 2018, et devient l'un des joueurs canadiens les mieux payés au monde.
Après dix saisons en MLS avec le Toronto FC, il arrive au terme de son contrat à l'issue de la saison 2022. Il signe néanmoins une nouvelle entente de trois ans après la Coupe du monde 2022 le 12 décembre 2022.

### Carrière internationale
En mars 2011, Jonathan Osorio participe au Championnat de la CONCACAF des moins de 20 ans avec l'équipe du Canada des moins de 20 ans. Lors de ce tournoi, il dispute trois rencontres.
Jonathan Osorio est convoqué pour la première fois en équipe du Canada par le sélectionneur national Colin Miller, pour un match amical contre le Costa Rica le 23 mai 2013. Le 28 mai, il honore sa première sélection contre le Costa Rica. Lors de ce match, il entre à la 70e minute de la rencontre, à la place de Samuel Piette. Le match se solde par une défaite 0-1 des Canadiens. Puis, le 27 juin 2013, il fait partie des 23 appelés par le sélectionneur national Colin Miller pour la Gold Cup 2013. Lors de ce tournoi, il dispute trois rencontres. Le Canada est éliminée au premier tour. 
Il participe à sa deuxième Gold Cup en juillet 2015. Lors de cette compétition, il joue deux matchs. Le Canada est éliminée au premier tour. Le 22 janvier 2017, il inscrit son premier but en sélection et délivre également sa première passe décisive face aux Bermudes en match amical (victoire 2-4).
Le 27 juin 2017, il fait partie des 23 appelés par le sélectionneur national Octavio Zambrano pour la Gold Cup 2017. Lors de ce tournoi, il dispute une seule rencontre contre le Honduras lors du troisième match des phases de groupes. Le Canada s'incline en quart de finale contre la Jamaïque. Le 30 mai 2019, il fait partie des 23 appelés par le sélectionneur national John Herdman pour la Gold Cup 2019. Lors de cette compétition, il joue quatre matchs. Le Canada s'incline en quart de finale face à Haïti.
Le 1er juillet 2021, il est retenu dans la liste des vingt-trois joueurs canadiens sélectionnés par John Herdman pour disputer la Gold Cup 2021.
Le 13 novembre 2022, il est sélectionné par John Herdman pour participer à la Coupe du monde 2022.

## Statistiques

### Statistiques détaillées
| Saison                | Club                  | Championnat           | Championnat | Championnat | Championnat | Coupe(s) nationale(s) | Coupe(s) nationale(s) | Coupe(s) nationale(s) | Compétition(s) continentale(s) | Compétition(s) continentale(s) | Compétition(s) continentale(s) | Compétition(s) continentale(s) | Séries | Séries | Séries | Canada | Canada | Canada | Total | Total | Total |
| Saison                | Club                  | Division              | M.          | B.          | P.d.        | M.                    | B.                    | P.d.                  | Comp.                          | M.                             | B.                             | P.d.                           | M.     | B.     | P.d.   | M.     | B.     | P.d.   | M.    | B.    | P.d.  |
| 2013                  | Toronto FC            | MLS                   | 28          | 5           | 1           | 2                     | 0                     | 0                     | -                              | -                              | -                              | -                              | -      | -      | -      | 8      | 0      | 0      | 38    | 5     | 1     |
| 2014                  | Toronto FC            | MLS                   | 27          | 3           | 2           | 2                     | 0                     | 0                     | -                              | -                              | -                              | -                              | -      | -      | -      | 1      | 0      | 0      | 30    | 3     | 2     |
| 2015                  | Toronto FC            | MLS                   | 29          | 1           | 5           | 2                     | 0                     | 0                     | -                              | -                              | -                              | -                              | 1      | 0      | 0      | 4      | 0      | 0      | 36    | 1     | 5     |
| 2016                  | Toronto FC            | MLS                   | 30          | 2           | 3           | 4                     | 2                     | 0                     | -                              | -                              | -                              | -                              | 6      | 2      | 0      | 2      | 0      | 0      | 42    | 6     | 3     |
| 2017                  | Toronto FC            | MLS                   | 27          | 2           | 1           | 4                     | 0                     | 0                     | -                              | -                              | -                              | -                              | 5      | 0      | 0      | 4      | 2      | 1      | 40    | 4     | 2     |
| 2018                  | Toronto FC            | MLS                   | 30          | 10          | 6           | 4                     | 3                     | 1                     | LCC+CC                         | 8+1                            | 4+0                            | 0                              | -      | -      | -      | 3      | 1      | 1      | 46    | 18    | 8     |
| 2019                  | Toronto FC            | MLS                   | 24          | 5           | 3           | 4                     | 0                     | 1                     | LCC                            | 2                              | 0                              | 0                              | 4      | 2      | 1      | 9      | 1      | 2      | 43    | 8     | 7     |
| 2020                  | Toronto FC            | MLS                   | 17          | 1           | 2           | -                     | -                     | -                     | -                              | -                              | -                              | -                              | 2      | 0      | 0      | 3      | 1      | 0      | 22    | 2     | 2     |
| 2021                  | Toronto FC            | MLS                   | 24          | 4           | 2           | 3                     | 1                     | 0                     | LCC                            | 2                              | 1                              | 0                              | -      | -      | -      | 15     | 2      | 1      | 44    | 8     | 3     |
| 2022                  | Toronto FC            | MLS                   | 23          | 9           | 4           | 3                     | 1                     | 0                     | -                              | -                              | -                              | -                              | -      | -      | -      | 11     | 0      | 0      | 37    | 10    | 4     |
| 2023                  | Toronto FC            | MLS                   | 21          | 4           | 4           | -                     | -                     | -                     | LC                             | 2                              | 0                              | 0                              | -      | -      | -      | 11     | 2      | 1      | 34    | 6     | 5     |
| 2024                  | Toronto FC            | MLS                   | 22          | 2           | 1           | 4                     | 1                     | 1                     | LC                             | 3                              | 0                              | 0                              | -      | -      | -      | 11     | 0      | 0      | 40    | 3     | 2     |
| 2025                  | Toronto FC            | MLS                   | 12          | 2           | 0           | 1                     | 0                     | 0                     | -                              | -                              | -                              | -                              | -      | -      | -      | 3      | 0      | 0      | 16    | 2     | 0     |
| Total sur la carrière | Total sur la carrière | Total sur la carrière | 315         | 50          | 34          | 33                    | 8                     | 3                     | -                              | 18                             | 5                              | 0                              | 18     | 4      | 1      | 85     | 9      | 8      | 469   | 76    | 46    |

## Palmarès

### En club
Toronto FC
- Vainqueur de la Coupe MLS en 2017
- Vainqueur du Supporters' Shield en 2017
- Vainqueur de la Conférence Est de la MLS en 2016, 2017 et 2019
- Vainqueur du Championnat canadien en 2016, 2017 et 2018

### Distinctions individuelles
- Trophée de la recrue de l'année de la CSL en 2012[29]
- Meilleur buteur de la Ligue des champions de la CONCACAF en 2018 avec 4 buts[11]
- Membre de l'équipe type de la Ligue des champions de la CONCACAF en 2018[30]
- Meilleur joueur du Championnat canadien en 2018[31]
- Meilleur joueur de l'année avec Toronto FC par les fans en 2018[32]